# Bob Paisley
Robert "Bob" Paisley OBE, född 23 januari 1919, död 14 februari 1996, var en engelsk fotbollsspelare och tränare som bara tränade ett lag under sin tränarkarriär, Liverpool FC. Som tränare vann han ligan sex gånger, Europacupen tre gånger, UEFA-cupen en gång och Ligacupen tre gånger.
Paisley myntade ett bevingat ord apropå Liverpools storhetstid under 1970- och 80-talen: "Mind you, I've been here in the bad times too. One year we finished second."

## Utmärkelser
- Officer av Brittiska imperieorden

[Redigera Wikidata]